# مات كونورز
مات كونورز (بالإنجليزية: Matt Connors)‏ هو لاعب كرة قدم أسترالية أسترالي، ولد في 23 أكتوبر 1894، وتوفي في 16 ديسمبر 1948.

## وصلات خارجية
- مات كونورز على موقع AustralianFootball.com (الإنجليزية)
- مات كونورز على موقع AFLtables.com (الإنجليزية)